# Carlos Azevedo
Carlos Alberto de Pinho Moreira Azevedo (ur. 4 września 1953 w Milheiros de Poiares) – portugalski duchowny rzymskokatolicki, delegat Papieskiej Rady ds. Kultury w latach 2011–2022, delegat Papieskiej Rady ds. Nauk Historycznych od 2022.

## Życiorys
Święcenia kapłańskie otrzymał 10 lipca 1977 i został inkardynowany do diecezji Porto. Po studiach doktoranckich w Rzymie został ojcem duchownym seminarium diecezjalnego, zaś w 1994 objął urząd proboszcza parafii Niepokalanego Poczęcia NMP w Porto. Od 1981 wykładał na Katolickim Uniwersytecie Portugalii, zaś w latach 2000–2004 był jego wicerektorem.
4 lutego 2005 papież Jan Paweł II mianował go biskupem pomocniczym Patriarchatu lizbońskiego, ze stolicą tytularną Belali. Sakry biskupiej udzielił mu kard. José da Cruz Policarpo. W latach 2005–2008 był także sekretarzem generalnym portugalskiej Konferencji Episkopatu.
11 listopada 2011 został mianowany delegatem w Papieskiej Radzie ds. Kultury. 3 grudnia 2022 został mianowany delegatem w Papieskiej Radzie ds. Nauk Historycznych.